# Jennifer Cooke
Jennifer Cooke, född 19 september 1964 i New York, USA, är en amerikansk skådespelare. Hon är mest känd i rollen som "Elizabeth i TV-serien" V. Hon spelar även "Megan" i Fredagen den 13:e del 6 - Jason lever.